# Tyleropappus
Tyleropappus là một chi thực vật có hoa trong họ Cúc (Asteraceae).

## Loài
Chi Tyleropappus gồm các loài: